# 原ノ町運輸区
原ノ町運輸区（はらのまちうんゆく）は、福島県南相馬市にある東日本旅客鉄道（JR東日本）水戸支社の運転士・車掌が所属する組織である。2023年5月31日限りで廃止し、現在は原ノ町統括センター。

## 乗務範囲
- 常磐線：いわき - 岩沼間
- 東北本線：岩沼 - 仙台間（常磐線の列車乗り入れ区間）

## 運用車両
勝田車両センター
- E531系
- E657系

仙台車両センター
- 701系
- E721系

## 歴史
- 1898年（明治31年）4月3日 - 原ノ町機関庫（→原ノ町機関区→原ノ町運転区）設置。
- 1919年（大正8年） - 仙台車掌区原ノ町監督助手詰所（→原ノ町車掌区→平車掌区原ノ町派出所）設置。
- 1987年（昭和62年）11月1日 - 平車掌区原ノ町派出所が原ノ町運転区に編入。
- 1988年（昭和63年）12月1日 - 原ノ町運輸区に改称[1]。
- 2007年（平成19年）3月18日のダイヤ改正をもって、それまでの上野口特急列車の原ノ町運輸区担当行路は、全て上野車掌区に移管された。これに伴い、水戸以北の水戸運輸区担当行路の一部、また、いわき運輸区が受け持っていた上野口特急行路の一部を当区が引き継いだ。
- 2008年（平成20年）3月15日のダイヤ改正では、その後の上野口特急列車の原ノ町運輸区担当行路は全ていわき・勝田・水戸の各運輸区に振り分けられた。これにより当区の乗務範囲は完全に水戸以北となった。なお、この変更と同時に原ノ町運輸区乗務員の一部がいわき運輸区に、いわき運輸区乗務員の一部が勝田・水戸運輸区に異動となっている。
- 2011年（平成23年）
  - 3月 - 東日本大震災のため、当区乗務範囲が被害を受けたため事実上の職場閉鎖（乗務員は水戸支社管内の他運輸区へ異動）。
  - 12月 - 原ノ町 - 相馬間運転再開に伴い、当区の乗務行路が復活。異動していた乗務員の一部が当区に戻る。また、701系電車3編成6両が仙台車両センターから勝田車両センターに転属し、2016年12月まで当区常駐で運用されることになった）
- 2020年（令和2年）3月 - 常磐線全線運転再開に伴い、特急「ひたち」のいわき - 仙台間で優等列車の乗務行路も復活。
- 2023年（令和5年）6月1日 - 原ノ町駅と統合し、原ノ町統括センター発足。当区は廃止。

## 所属車両
蒸気機関車
- 2120形 -（在籍1931年、1949 - 1955年）
- 9600形 -（在籍1931 - 1939年）
- 8620形 -（在籍1935 - 1937年）
- C50形 -（在籍1939 - 1941、1951年）
- D50形 -（在籍1941年）
- D51形 -（在籍1941 - 1965年）
- C56形 -（在籍1943年）
- C57形 -（在籍1949年）
- C12形 -（在籍1957 - 1965年）
- 「国鉄動力車配置表』1931年より1965年までの1945年、1947年を除く隔年分から『世界の鉄道』1967年、朝日新聞社